# Wonderful World (película)
Wonderful World es una película de 2010 dirigida y escrita por Joshua Goldin, quien hace su debut como director con esta película. La película es protagonizada por Matthew Broderick, Sanaa Lathan, Michael K. Williams y Jodelle Ferland.
Fue producida por Ambush Entertainment, Back Lot Pictures y Cold Iron Pictures. En el verano de 2009, la película fue elegida por Magnolia Pictures para distribución en 2010. La filmación tuvo lugar en Shreveport, Louisiana.

## Sinopsis
Cuando el amigo de cuarto de Ben Singer, Ibou, cae en un coma diabético y es llevado al hospital, su hermana Khadi llega de Senegal para cuidarlo. Después que Khadi y Ben se enamoran, las circunstancias llevan a Ben a reconsiderar su forma de pensar.

## Elenco
- Matthew Broderick como Ben Singer.
- Sanaa Lathan como Khadi.
- Michael K. Williams como Ibou.
- Jodelle Ferland como Sandra.
- Philip Baker Hall como The Man.
- Jesse Tyler Ferguson como Cyril.
- Patrick Carney como Evan.
- Ally Walker como Eliza.
- David L. J. George como el enfermero.